# Kenneth Rose
Kenneth Vivian Rose (15 de noviembre de 1924 − 28 de enero de 2014) fue un escritor británico y el biógrafo de la realeza del Reino Unido, recibió el prestigioso galardón Whitbread Book Award en 1983, en la categoría de biografía, por su libro King George V. Compartió ese premio con Victoria Glendinning, que ganó por su libro Vita. En abril de 2005, días antes de la boda del príncipe Carlos y Camilla Parker Bowles, un tabloide británico publicó que la pareja estaba relacionada familiarmente como primos en noveno grado a través del segundo duque de Newcastle-upon-Tyne. Rose dijo que, aunque la aparente familiaridad entre los dos no estaba bien establecida, una relación familiar era "perfectamente factible".

## Obra
Entre sus obras se encuentran:
- Elusive Rothschild: The Life of Victor, Third Baron  (2003)
- King George V (1983) ISBN 0297782452
- Kings, Queens & Courtiers : intimate portraits of the Royal House of Windsor from its foundation to the present day (1985)
- Who’s Who in the Royal House of Windsor (1985)
- The Later Cecils (1975)
- Superior Person; a portrait of Curzon and his circle in late Victorian England (1969)